# Aspidoras belenos
Aspidoras belenos är en fiskart som beskrevs av Britto, 1998. Aspidoras belenos ingår i släktet Aspidoras och familjen Callichthyidae. Inga underarter finns listade.